# 上条明峰
上條明峰（日语：／ Kamijō Akimine，1975年9月13日—），日本漫畫家。出身於神奈川縣。

## 簡歷
上條明峰在姊姊的影響下開始畫漫畫，業餘時期筆名「伯明華」參加同人活動。大學畢業後，停止了漫畫創作，並考慮就職為優先，此時在Comic Market被現在的責任編輯招攬，之後一直合作到現在。
有擔任高橋留美子助手的經驗（2個月）。1999年，以《鬼眼狂刀KYO》在《週刊少年Magazine》（講談社）上首次亮相。該作品於2002年改編成電視動畫。
2007年，《白銀之鴉》在《週刊少年Magazine》連載。2008年，《CØDE:BREAKER 法外制裁者》開始連載。同作品於2012年被製作為電視動畫。2014年，《不能吹的秘密》在《Evening》開始連載。2017年，《小林少年和狂妄怪人》在《週刊Young Magazine》開始連載。2023年，《獸心狂刀》在《週刊少年Magazine》開始連載。

## 作品列表

### 漫畫作品
- 鬼眼狂刀KYO[8]（《週刊少年Magazine》1999年26號[9]—2006年23號[10]）
- 白銀之鴉（日语：しろがねの鴉）（《週刊少年Magazine》2007年26號[4]—2007年51號[4]）
- CØDE:BREAKER 法外制裁者（《週刊少年Magazine》2008年28號[11]—2013年33號[12]）
- 不能吹的秘密（《Evening》2014年12號[5]—2016年4號[13]）
- 小林少年和狂妄怪人（日语：小林少年と不逞の怪人）（擔任作畫，原作：江戶川亂步，《週刊Young Magazine》2017年52號[6]—2018年45號[14]）
- 獸心狂刀（《週刊少年Magazine》2023年48號[7]—2024年41號[15]）

### 書籍
- 《鬼眼狂刀KYO》，講談社〈講談社Comics〉1999年 - 2006年，全38冊
  - （文庫版）講談社〈講談社漫畫文庫〉2012年 - 2013年、全18巻
- 《白銀之鴉（日语：しろがねの鴉）》，講談社〈講談社Comics〉2007年—2008年，全3冊
- 《CØDE:BREAKER 法外制裁者》，講談社〈講談社Comics〉2008年—2013年，全26冊
- 《不能吹的秘密》，講談社〈Evening KC〉2014年—2016年，全5冊
  1. 2014年8月22日發行[16] ISBN 978-4-06-354529-6
  2. 2014年12月22日發行[17] ISBN 978-4-06-354551-7
  3. 2015年4月23日發行[18] ISBN 978-4-06-354559-3
  4. 2015年8月21日發行[19] ISBN 978-4-06-354581-4
  5. 2016年3月23日發行[20] ISBN 978-4-06-354613-2
- 《小林少年和狂妄怪人（日语：小林少年と不逞の怪人）》，原作：江戶川亂步，講談社〈Yanmaga KC（日语：ヤンマガKC）〉2017年—2018年，全5冊
- 《獸心狂刀》，講談社〈講談社Comics〉2024年，全5冊
  1. 2024年1月17日發行[21] ISBN 978-4-06-534246-6
  2. 2024年4月17日發行[22] ISBN 978-4-06-535180-2
  3. 2024年6月17日發行[23] ISBN 978-4-06-535780-4
  4. 2024年8月16日發行[24] ISBN 978-4-06-536517-5
  5. 2024年11月15日發行[25] ISBN 978-4-06-537427-6

### 其它
- 絕望先生（電視動畫，2007年）第2話片尾插圖
- 閃光的夜襲（電視動畫，2010年）人物原案[26]
- 亞爾斯蘭戰記 風塵亂舞（電視動畫，2016年）第7話片尾插圖

## 師父
- 高橋留美子[來源請求]

## 外部連結
- 上条明峰的X（前Twitter） （日語）